# إدارة الأشغال العامة
كانت إدارة الأشغال العامة (PWA)، وهي جزء من الصفقة الجديدة لعام 1933، وكالة بناء الأشغال العامة على نطاق واسع في الولايات المتحدة برئاسة وزير الداخلية هارولد ل. إيكس. وقد أنشئ هذا القانون من خلال القانون الوطني للإنعاش الصناعي في حزيران/يونيه 1933 استجابة للكساد الكبير. وقد قامت ببناء أشغال عامة واسعة النطاق مثل السدود والجسور والمستشفيات والمدارس. وكانت أهدافها إنفاق 3.3 مليار دولار في السنة الأولى، و6 مليارات دولار في المجمل، لتوفير فرص العمل، وتحقيق الاستقرار في القوة الشرائية، والمساعدة في إنعاش الاقتصاد. وجاء معظم الإنفاق على موجتين في 1933-1935، ومرة أخرى في عام 1938. كانت تسمى في الأصل الإدارة الاتحادية للطوارئ للأشغال العامة، وأعيدت تسميتها بإدارة الأشغال العامة في عام 1935 وأغلقت في عام 1944.

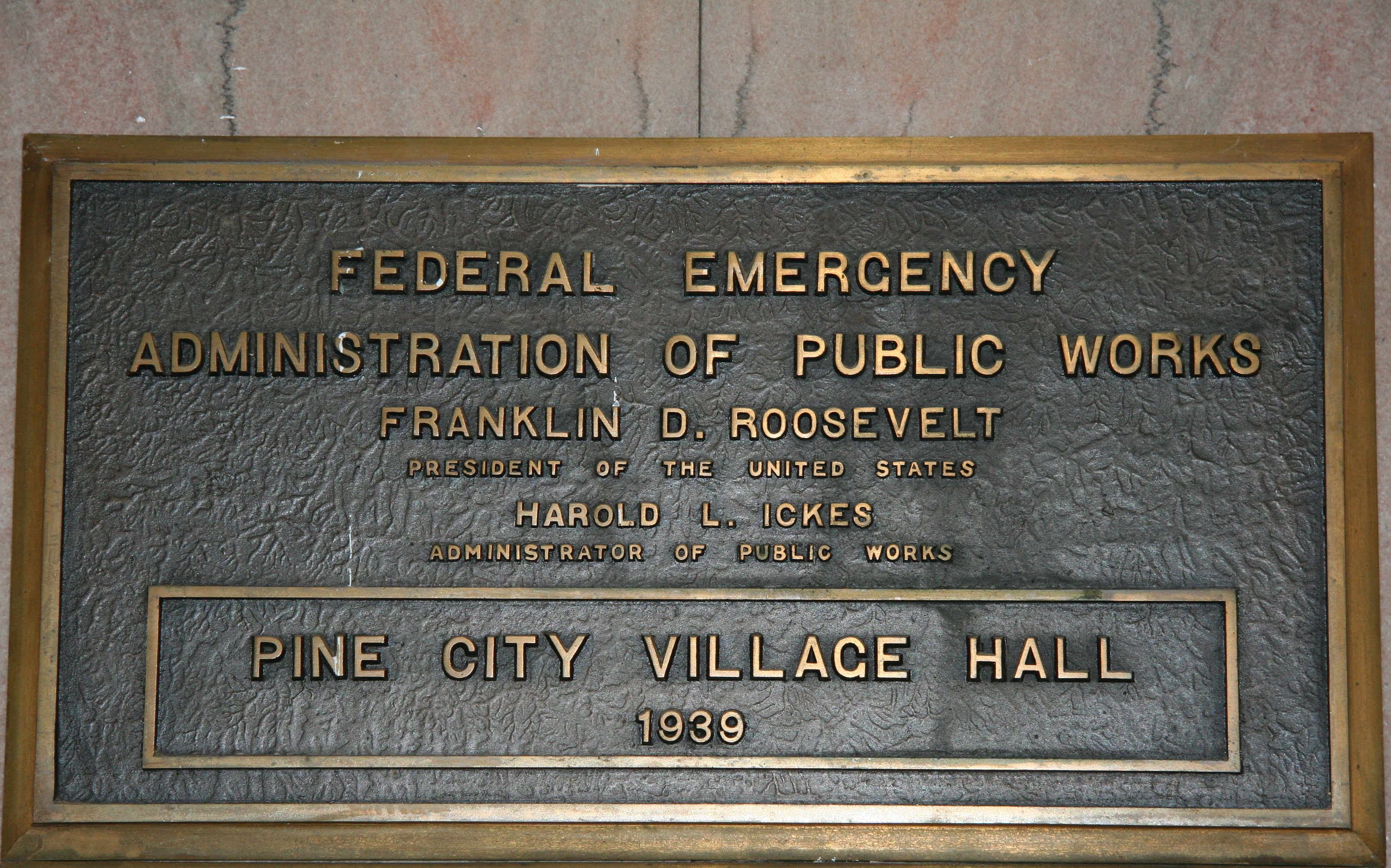
لوحة مشروع إدارة الطوارئ الفيدرالية للأشغال العامة في مدينة باين ، مينيسوتا سيتي هول

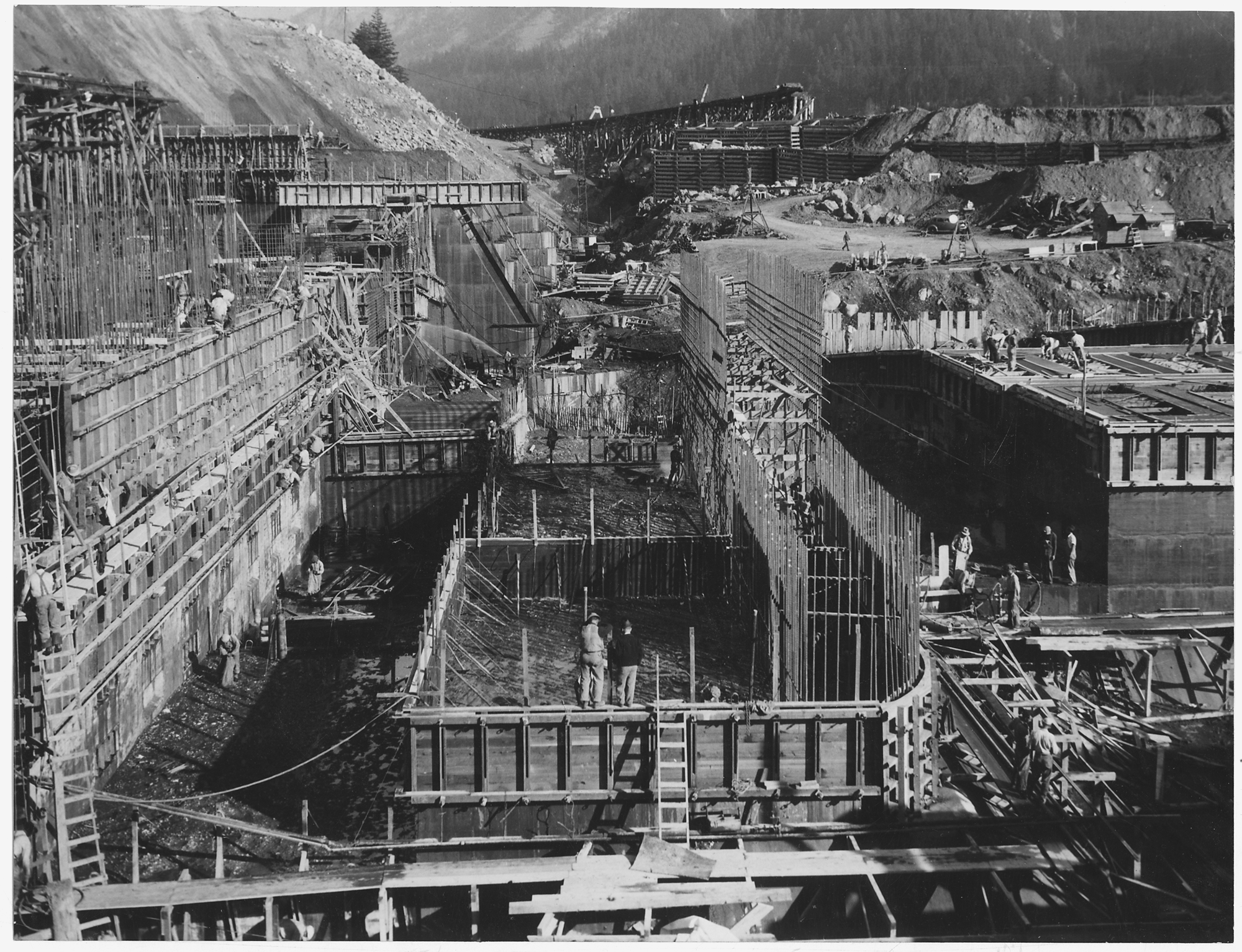
مشروع إدارة الأشغال العامة وفيلق المهندسين بالجيش الأمريكي يبنون سد بونفيل للطاقة والملاحة في ولاية أوريغون.

وأنفقت الهيئة أكثر من 7 بلايين دولار في شكل عقود لشركات بناء خاصة قامت بالعمل الفعلي. فقد أنشأت بنية تحتية ولدت الفخر الوطني والمحلي في ثلاثينيات القرن العشرين، ولا تزال حيوية بعد ثمانية عقود. كانت PWA أقل إثارة للجدل بكثير من وكالتها المنافسة التي تحمل اسما مشابها بشكل مربك، إدارة تقدم الأشغال (WPA)، برئاسة هاري هوبكنز، والتي ركزت على المشاريع الصغيرة ووظفت عمالا غير مهرة عاطلين عن العمل.

## الأصول
كانت فرانسيس بيركنز قد اقترحت في البداية برنامجا للأشغال العامة ممولا اتحاديا، وتلقت الفكرة دعما كبيرا من هارولد ل. إيكس وجيمس فارلي وهنري والاس. بعد أن خفض التكلفة الأولية ل PWA ، وافق فرانكلين ديلانو روزفلت على تضمين PWA كجزء من مقترحاته الصفقة الجديدة في «مائة يوم» من ربيع عام 1933.

## المشاريع

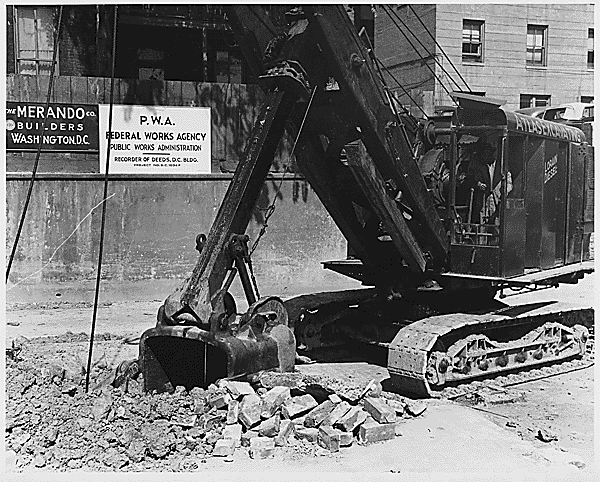
موقع بناء ممول من PWA في واشنطن العاصمة عام 1933

وخطط مقر الهيئة في واشنطن لمشاريع قامت ببنائها شركات بناء خاصة توظف عمالا في السوق المفتوحة. وعلى عكس WPA، لم توظف العاطلين عن العمل مباشرة. أكثر من أي برنامج آخر للصفقة الجديدة، لخصت PWA الفكرة التقدمية المتمثلة في «فتيلة المضخة» لتشجيع الانتعاش الاقتصادي. بين يوليو 1933 ومارس 1939، مولت PWA وأدارت بناء أكثر من 34,000 مشروع بما في ذلك المطارات والسدود الكبيرة المولدة للكهرباء والسفن الحربية الرئيسية للبحرية والجسور و 70٪ من المدارس الجديدة وثلث المستشفيات في 1933-1939.
وكانت الشوارع والطرق السريعة أكثر مشاريع PWA شيوعا، حيث بلغ عدد مشاريع الطرق 11,428 مشروعا، أو 33٪ من جميع مشاريع PWA، وهو ما يمثل أكثر من 15٪ من ميزانيته الإجمالية. وجاءت المباني المدرسية، التي يبلغ عددها 7488 مبنى في المجمل، في المرتبة الثانية بنسبة 14٪ من الإنفاق. وتعمل الهيئة أساسا بتخصيص مخصصات لمختلف الوكالات الاتحادية؛ تقديم القروض والمنح للدول والهيئات العامة الأخرى؛ وتقديم القروض دون منح (لفترة وجيزة) للسكك الحديدية. فعلى سبيل المثال، قدمت أموالا للشعبة الهندية في لجنة التنسيق الإدارية لبناء الطرق والجسور وغيرها من الأشغال العامة في المحميات الهندية وبالقرب منها.

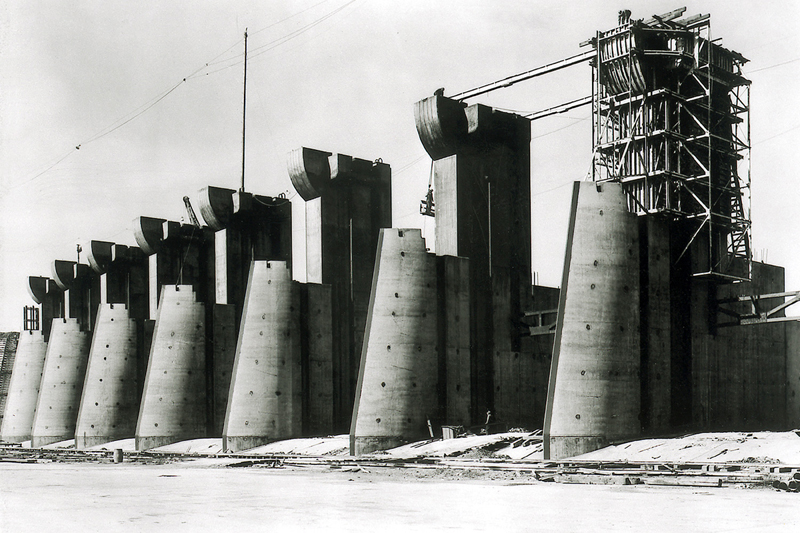
سد فورت بيك في مونتانا ؛ بناء مجرى تصريف المياه. واحد من أكبر السدود في العالم ، يستمر في توليد الكهرباء. في يوليو 1936 ، استخدم في بنائه 10500 عامل.

فقد أصبحت هيئة أشغال البناء، ب «تأثيرها المضاعف» وميزانيتها الأولى لمدة عامين التي بلغت 3.3 مليار دولار (مقارنة بالناتج المحلي الإجمالي بالكامل البالغ 60 مليار دولار)، القوة الدافعة لأكبر جهود البناء في أميركا حتى ذلك التاريخ. وبحلول حزيران/يونيه 1934، كانت الوكالة قد وزعت صندوقها بأكمله على 266 13 مشروعا اتحاديا و 407 2 مشاريع غير اتحادية. مقابل كل عامل في مشروع PWA، تم توظيف ما يقرب من اثنين من العمال الإضافيين بشكل غير مباشر. أنجزت هيئة الزراعة والشؤون الاجتماعية كهربة المناطق الريفية في أمريكا، وبناء القنوات والأنفاق والجسور والطرق السريعة والشوارع وشبكات الصرف الصحي ومناطق الإسكان، فضلا عن المستشفيات والمدارس والجامعات؛ كل عام يستهلك ما يقرب من نصف الخرسانة وثلث الصلب للأمة بأكملها. كما كهربت ال PWA سكة حديد بنسلفانيا بين نيويورك وواشنطن العاصمة. وعلى المستوى المحلي، قامت ببناء المحاكم والمدارس والمستشفيات وغيرها من المرافق العامة التي لا تزال قيد الاستخدام في القرن الحادي والعشرين.
- نفق لينكولن في مدينة نيويورك
- نفق بانكهيد في موبايل، ألاباما

### المياه / مياه الصرف الصحي
- مشروع التخلص من مياه الصرف الصحي في ديترويت

### الجسور
- الطريق السريع وراء البحار الذي يربط كي ويست ، فلوريدا، بالبر الرئيسي
- جسر تريبورو
- جسر سكة حديد قناة كيب كود
- جسر بورن
- جسر ساجامور

- سد فورت بيك
- سد هوفر
- سد جراند كولي في ولاية واشنطن
- سد بينساكولا [5]
- سد مانسفيلد [6]
- سد توم ميلر [7]
- أقفال وسدود أعالي نهر المسيسيبي [8] [9]

### المطارات
- قائمة مطارات الصفقة الجديدة

## الإسكان
وكانت هيئة الإسكان الشعبية محور برنامج الصفقة الجديدة لبناء المساكن العامة للفقراء في المدن. ومع ذلك فإنه لم يخلق الكثير من المساكن بأسعار معقولة كما كان يأمل المؤيدون، وبناء 29000 وحدة فقط في 4 1/2 سنة.
شيدت PWA منازل ويليامزبيرغ في بروكلين، نيويورك، واحدة من أول مشاريع الإسكان العام في مدينة نيويورك.

## نقد
وقد أنفق قانون العمل على الطبيعة أكثر من 6 بلايين دولار ولكنه لم ينجح في إعادة مستوى النشاط الصناعي إلى مستويات ما قبل الكساد. وعلى الرغم من نجاح الهيئة في جوانب عديدة، فقد تم الاعتراف بأن هدف الهيئة المتمثل في بناء عدد كبير من الوحدات السكنية الجيدة والميسورة التكلفة كان فشلا ذريعا. وقد جادل البعض بأنه نظرا لأن روزفلت كان يعارض الإنفاق على العجز، لم يكن هناك ما يكفي من الأموال التي أنفقت لمساعدة هيئة الإسكان وهيئة الإسكان على تحقيق أهدافها الإسكانية.
ويجادل ريفز (1973) بأن نظرية روزفلت التنافسية للإدارة أثبتت عدم كفاءتها وأنتجت تأخيرات. وأدت المنافسة على حجم الإنفاق، واختيار مدير البرنامج، وتعيين موظفين على مستوى الولايات، إلى تأخيرات والفشل النهائي لهيئة الموظفين المسؤولين عن الموظفين كأداة للإنعاش. وكمدير للميزانية، تجاوز لويس دوغلاس آراء كبار أعضاء مجلس الشيوخ في تخفيض الاعتمادات إلى 3.5 بليون دولار وفي تحويل جزء كبير من تلك الأموال إلى وكالات أخرى بدلا من اعتماداتها المحددة. فاز إيكس الحذر والخمس على هيو جونسون الأكثر إبداعا كرئيس لإدارة الأشغال العامة. وأدت المنافسة السياسية بين منظمات الولايات الديمقراطية المتنافسة وبين الديمقراطيين والجمهوريين التقدميين إلى تأخير في تنفيذ جهود PWA على المستوى المحلي. وضعت إيكس حصصا لتوظيف السود المهرة وغير المهرة في البناء الممول من خلال إدارة الأشغال العامة (PWA). وتم التغلب جزئيا على مقاومة أرباب العمل والنقابات من خلال المفاوضات والجزاءات الضمنية. وعلى الرغم من أن النتائج كانت غامضة، إلا أن الخطة ساعدت على توفير فرص عمل للأميركيين الأفارقة، وخاصة بين العمال غير المهرة.

## نهاية
عندما نقل الرئيس فرانكلين روزفلت الصناعة نحو إنتاج الحرب العالمية الثانية، تم إلغاء PWA وتم نقل وظائفها إلى وكالة الأشغال الاتحادية في يونيو 1943.

## على النقيض من WPA
وينبغي عدم الخلط بين قانون العمل والميزانية ومنافسه الكبير إدارة تقدم الأشغال، على الرغم من أن كليهما كان جزءا من الصفقة الجديدة. وشاركت منظمة «واتا»، التي يرأسها هاري هوبكنز، في مشاريع أصغر بالتعاون الوثيق مع الحكومات المحلية - مثل بناء مبنى البلدية أو المجاري أو الأرصفة. وكانت مشاريع هيئة هيئة الحيوانات والمنازل أكبر نطاقا بكثير، مثل السدود العملاقة. ووظفت هيئة الحماية الإنسانية أشخاصا فقط في الإغاثة دفعت لهم الحكومة الاتحادية مباشرة. ومنحت الهيئة عقودا لشركات خاصة قامت بجميع عمليات التوظيف في سوق العمل في القطاع الخاص. كما كان لدى الرابطة برامج شبابية، ومشاريع للنساء، ومشاريع فنية لم يكن لدى الهيئة.